# 鏡海叢報
鏡海叢報（全稱《鏡海叢報——政治、文學、新聞雜誌》），是澳門一份雙語新聞報紙，是中國近代第一份與資產階級民主革命密切相關的報紙。該報創刊於1893年，是孫中山在澳門宣傳資產階級革命思想的報刊。

## 背景
孫中山在香港求學期間認識出版葡萄牙文報章《澳门之声》的土生葡人連斯科·飛南第（Francisco H. Fernandes）。一些學者認為，當孫中山到澳門行醫時，得到了連斯科·飛南第的大力支持，便合作創辦《鏡海叢報》，宣傳革命民主思想。名義上，《鏡海叢報》為《澳门之声》之中文版，但兩者並沒有從屬關係。

## 出版
《鏡海叢報》於1893年7月18日（清光緒十九年癸巳六月初六日）創刊，以周刊形式，葡文版逢星期二出版，中文版逢星期三出版。《鏡海叢報》的中文版及葡文版，兩者内容有異。《鏡海叢報》的署名刊行人是飛南第，主筆是貴州人王真慶。出版後期，孫中山以匿名兼任主筆及編輯。其社址為澳門下環正街3號。
《鏡海叢報》主要部分有社論、新聞和廣告三部分，內容包涵當時的政治、經濟、社會消息和革命黨的活動。有時該報會外加副刊，提供文化信息，刊登詩詞作品。
《鏡海叢報》剛出版時分別在8個銷售點發行，分佈在澳門和附近的氹仔島、湾仔等。 直至1894年底，銷售點已增至19個，廣泛至香港、北京、日本橫濱和新加坡等地。《鏡海叢報》發行後期，孫中山仍匿名擔任編輯和主筆，發表其革命言論。後因孫中山發動第一次廣州起義失敗，逃亡回澳門後便流亡日本，《鏡海叢報》中文版於1895年12月25日（清光緒二十一年乙未十一月初十日）停刊，共出版125號。葡文版則於1899年9月停刊。

## 影響
《鏡海叢報》的出版，對孫中山宣揚革命主張、宣傳資產階級革命民主主義綱領、抨擊清政府的政策、喚醒人民的覺悟方面都具有深遠的影響力。由於《鏡海叢報》除發行於中國各地，香港、福州、廈門、上海、北京等地，更遠銷海外華人地區的呂宋、舊金山、東帝汶、葡萄牙等地，這大大傳播了反清的思想，為之建立了廣泛的群眾基礎。
對近代來說，此報是中國近代第一份與資產階級民主革命密切相關的報紙，同時是澳門最早的有史可查的中文報紙和第一份雙語新聞報紙。雖然現時只能找到《鏡海叢報》的一部分，但對研究中國近代史方面，存著很高的史料價值。除此之外，該報留存了孫中山在澳門和廣州之活動，這同時是研究孫中山事蹟的重要參考文獻。